# 남흥여객
남흥여객자동차(南興旅客自動車)는 경상남도 남해군의 시외버스 및 농어촌버스 업체로 본사는 경상남도 남해군 남해읍 화전로78번길 3에 있다.

## 역사
1966년 설립했으며, 2007년 남해여객의 폐업으로 남해여객의 노선들을 일부 승계하였다.

## 운행 노선

### 시외버스
2015년 12월 기준이다.
| 운행업체 | 보유 노선수 | 보유 노선수 | 보유 노선수 | 보유 노선수 | 면허 대수 | 면허 대수 | 면허 대수 | 면허 대수 | 면허 대수 | 면허 대수 |
| -------- | ----------- | ----------- | ----------- | ----------- | --------- | --------- | --------- | --------- | --------- | --------- |
| 운행업체 | 노선 합계   | 직행        | 일반        | 고속        | 대수 합계 | 직행      | 일반      | 고속      | 우등      | 예비      |
| 남흥여객 | 54          | 22          | 32          | -           | 58        | 44        | 14        | -         | -         | -         |

- 남해 ↔ 진교 ↔ (대전) ↔ 서울남부 (6회[3])
- 남해( ↔ 설천 1회) ↔ 진교 ↔ 진주 (경전고속 공동 배차) (14회)
- 남해( ↔ 설천 1회) ↔ 진교 ↔ 서부산 (영화여객 공동 배차) (10회)
- 남해 ↔ 진교 ↔ 곤양 ↔ 마산 ↔ 창원 (5회)

### 농어촌버스
- 남해 ↔ 복곡(2회)
- 남해 ↔ 이동 ↔ 지족 ↔ 은점 ↔ 미조
- 남해 ↔ 양화금(2회)
- 남해 ↔ 이동 ↔ 가천
- 남해 ↔ 갈화(순환노선, 반순환노선)
- 남해 ↔ 중현(순환노선, 반순환노선)
- 남해 ↔ 노량(일부시간대 순환노선 운행)
- 남해 ↔ 이동 ↔ 상주 ↔ 미조
- 남해 ↔ 남치(3회)
- 남해 ↔ 이동 ↔ 창선(2회)
- 남해 ↔ 삼천포어시장(3회)
- 남해읍순환 1호, 2호
- 뚜벅이 버스(중요 관광지 순환 노선, 4회)
- 남지족 ↔ 삼천포어시장

## 운행 차량
경상남도 면허의 시외버스 회사는 전 차량이 기아 그랜버드인 곳이 많은데 이 회사는 현대자동차의 차량만 보유하고 있다.
- 현대 그린시티
- 현대 뉴 슈퍼 에어로시티
- 현대 일렉시티
- 현대 유니시티
- 현대 유니버스 스페이스 엘레강스
- 현대 유니버스 스페이스 럭셔리
- 현대 뉴 프리미엄 유니버스 스페이스 럭셔리
- 현대 유니버스 익스프레스 노블
- 현대 유니버스 익스프레스 프라임
- 현대 뉴 프리미엄 유니버스 익스프레스 노블
- 현대 뉴 프리미엄 유니버스 프라임 EX
- 현대 뉴 프리미엄 유니버스 노블
- 현대 뉴 프리미엄 유니버스 프레스티지